# Loxocera ghesquierei
Loxocera ghesquierei är en tvåvingeart som beskrevs av Verbeke 1963. Loxocera ghesquierei ingår i släktet Loxocera och familjen rotflugor.
Artens utbredningsområde är Kongo. Inga underarter finns listade i Catalogue of Life.